# トレイシー・シュヴァリエ

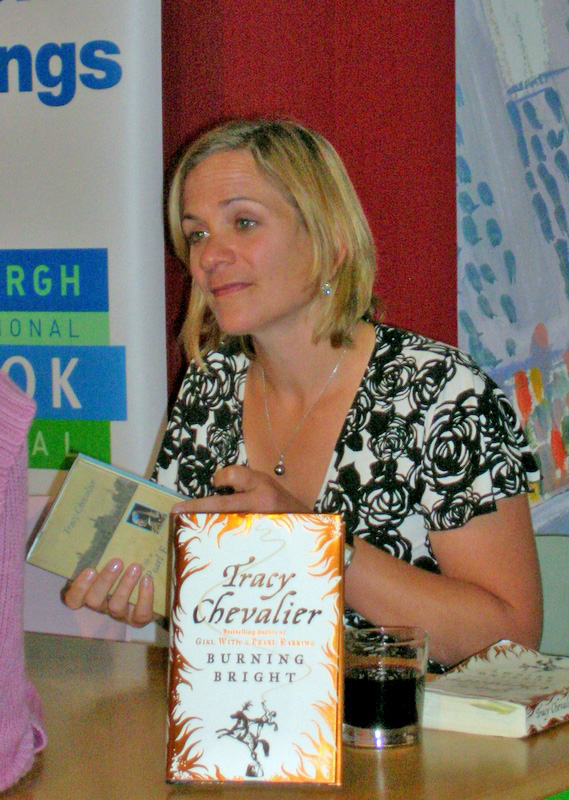
エディンバラ・フェスティバルでトレイシー・シュヴァリエの署名図書

トレイシー・シュヴァリエ（Tracy Chevalier、1962年 - ）は、アメリカ合衆国の小説家である。

## 経歴
ワシントンD.C.生まれ、オベリン大学で学び、1980年代にイギリスへ移住、出版編集者で勤務。数年後にイースト・アングリア大学・大学院で創作を学んだ。
1984年からロンドンに住み、欧米の歴史を題材にした小説作品で知られている。

## 主な作品
- 『真珠の耳飾りの少女』木下哲夫訳、白水社、2000年／白水Uブックス、2004年

原題：The Virgin Blue、オランダの巨匠フェルメールの著名な同名作品が題材、映画化作品がある。
- 『貴婦人と一角獣』木下哲夫訳、白水社、2005年／白水Uブックス、2013年

パリの国立中世美術館にある6枚連作のタペストリーが題材
- 『天使が堕ちるとき』松井光代訳、文芸社、2006年

エドワード朝に移行した、20世紀初頭のロンドンが舞台
- 『ブレイクの隣人』野沢佳織訳、柏書房、2016年

ウィリアム・ブレイクを題材にした作品
- 『林檎の木から、遠くはなれて』野沢佳織訳、柏書房、2017年

1850年代ゴールドラッシュ時代のアメリカが題材